# MyHDL
MyHDL è un linguaggio di descrizione hardware (HDL) basato su Python.
MyHDL supporta le seguenti caratteristiche principali:
- Un sistema di tipi di dati orientati all'hardware che semplificano la definizione di modelli hardware.
- Il supporto per tecniche di modellazione di alto livello (bus functional modeling, modellazione di memorie con tipi di dato nativi, modellazione con approccio orientato agli oggetti).
- La capacità di raggruppare più segnali in un'interfaccia e di convertire un elenco di segnali[1].
- La possibilità di usare tecniche di verifica software moderne, come ad esempio i test unitari, su progetti hardware.
- La capacità di convertire testbench MyHDL in testbench basati su linguaggi HDL tradizionali, come Verilog o VHDL[2].
- Co-simulazione di modelli MyHDL e modelli basati su altri linguaggi HDL, come Verilog o VHDL[3].
- Conversione dei modelli MyHDL in modelli HDL tradizionali, tramite generazione automatica di codice Verilog o VHDL[4].

MyHDL è sviluppato da Jan Decaluwe.

## Esempi di conversione
Di seguito sono riportati alcuni esempi di conversioni da progetti MyHDL a VHDL e/o Verilog.
Un semplice modulo combinatorio
L'esempio è un semplice modulo combinatorio, più specificatamente un convertitore da codice binario a codice Gray:
```
def
 
bin2gray
(
B
,
 
G
,
 
width
:
 
int
):

  
"""Gray encoder.

  B -- input intbv signal, binary encoded

  G -- output intbv signal, gray encoded

  width -- bit width

  """

  
@always_comb

  
def
 
logic
():

    
Bext
 
=
 
intbv
(
0
)[
width
 
+
 
1
 
:]

    
Bext
[:]
 
=
 
B

    
for
 
i
 
in
 
range
(
width
):

      
G
.
next
[
i
]
 
=
 
Bext
[
i
 
+
 
1
]
 
^
 
Bext
[
i
]

  
return
 
logic

```

È possibile definire un'istanza e convertirla in Verilog e VHDL come segue:
```
width
 
=
 
8

B
 
=
 
Signal
(
intbv
(
0
)[
width
:])

G
 
=
 
Signal
(
intbv
(
0
)[
width
:])

bin2gray_inst
 
=
 
toVerilog
(
bin2gray
,
 
B
,
 
G
,
 
width
)

bin2gray_inst
 
=
 
toVHDL
(
bin2gray
,
 
B
,
 
G
,
 
width
)

```

Il codice Verilog generato appare come segue:
```
module
 
bin2gray
 
(

  
B
,

  
G

);

input
 
[
7
:
0
]
 
B
;

output
 
[
7
:
0
]
 
G
;

reg
 
[
7
:
0
]
 
G
;

always
 
@(
B
)
 
begin
:
 
BIN2GRAY_LOGIC

  
integer
 
i
;

  
reg
 
[
9
-
1
:
0
]
 
Bext
;

  
Bext
 
=
 
9'h0
;

  
Bext
 
=
 
B
;

  
for
 
(
i
=
0
;
 
i
<
8
;
 
i
=
i
+
1
)
 
begin

    
G
[
i
]
 
<=
 
(
Bext
[(
i
 
+
 
1
)]
 
^
 
Bext
[
i
]);

  
end

end

endmodule

```

Il codice VHDL generato si presenta come segue:
```
library
 
IEEE
;

use
 
IEEE.std_logic_1164.
all
;

use
 
IEEE.numeric_std.
all
;

use
 
std.textio.
all
;

use
 
work.pck_myhdl_06.
all
;

entity
 
bin2gray
 
is

  
port
 
(

    
B
:
 
in
 
unsigned
(
7
 
downto
 
0
);

    
G
:
 
out
 
unsigned
(
7
 
downto
 
0
)

  
);

end
 
entity
 
bin2gray
;

architecture
 
MyHDL
 
of
 
bin2gray
 
is

begin

BIN2GRAY_LOGIC
:
 
process
 
(
B
)
 
is

  
variable
 
Bext
:
 
unsigned
(
8
 
downto
 
0
);

begin

  
Bext
 
:=
 
to_unsigned
(
0
,
 
9
);

  
Bext
 
:=
 
resize
(
B
,
 
9
);

  
for
 
i
 
in
 
0
 
to
 
8
-
1
 
loop

    
G
(
i
)
 
<=
 
(
Bext
((
i
 
+
 
1
))
 
xor
 
Bext
(
i
));

  
end
 
loop
;

end
 
process
 
BIN2GRAY_LOGIC
;

end
 
architecture
 
MyHDL
;

```

## Riferimenti
1. ↑  (EN) Conversion of lists of signals, su The MyHDL Manual. URL consultato il 30 Novembre 2024.
2. ↑  (EN) Conversion of test benches, su The MyHDL Manual. URL consultato il 30 Novembre 2024.
3. ↑  (EN) Co-simulation with Verilog, su The MyHDL Manual. URL consultato il 30 Novembre 2024.
4. ↑  (EN) Conversion to Verilog and VHDL, su The MyHDL Manual. URL consultato il 30 Novembre 2024.
5. ↑  (EN) Jan Decaluwe, MyHDL: a Python-Based Hardware Description Language, su linuxjournal.com. URL consultato il 30 Novembre 2024.
6. ↑  (EN) Conversion Examples, su The MyHDL Manual. URL consultato il 30 Novembre 2024.